# Servlet containerek listája
Az alábbi lista a Java Servlet specifikációt implementáló úgynevezett servlet container szoftvereket tartalmazza licenc szerint csoportosítva.
A servlet containereket szokás web container vagy  web engine névvel is illetni.

## Nem kereskedelmi célú szervletkonténerek
Nem kereskedelmi célú szervletkonténerek a következők:
- Az Apache Tomcat (korábban Jakarta Tomcat) nyílt forráskódú webkonténert az Apache Licence alatt terjesztik.
- Az Apache Geronimo egy teljes Java EE implementáció az Apache-tól.
- A Jetty az Eclipse Foundation-től.
- A Jaminid a szervleteknél magasabb absztrakciós szintet is tartalmaz.
- Az Enhydra.
- A Winstone 0.9-es verziója támogatja a 2.5 specifikációt és arra fókuszál, hogy a konténert le lehessen csupaszítani csak arra, amire szükség van minimális konfigurációval. A Jenkins korábbi verzióit alapértelmezetten evvel szállították.
- A tjws támogatja a 2.4 specifikációt, moduláris szerkezetű.

## Kereskedelmi célú szervletkonténerek
A kereskedelmi célú szervlet konténerek két csoportra oszthatók, nevezetesen aszerint, hogy nyílt vagy zárt a forráskódjuk.

### Nyílt forráskódú
- A GlassFish.
- A JBoss AS.
- A LiteWebServer.
- JOnAS alkalmazásszerver.
- Apache Geronimo az Apache Software Foundation-től.

### Zárt forráskódú
Fontossági (elterjedtségi sorrendben):
- A BEA Weblogic a BEA Systemstől. Jelenleg az Oracle tulajdona és terméke Oracle Weblogic néven.
- A IBM robusztus containere, az a WebSphere.
- A Java System Application Server és a Java System Web Server a Sun Microsystems implementációi. Jelenleg az Oracle tulajdonolja.
- Az Oracle Application Server vagy OC4J az Oracle Corporation munkája.
- Az Allaire Corporation által elkezdett JRun-t jelenleg az Adobe Systems fejleszti tovább.
- Az Orion Application Server az IronFlare fejlesztése.
- A Borland cég Borland Enterprise Server-e.
- Egy Caucho-implementáció a Resin Server.
- A ServletExec a New Atlanta Communications implementációja.
- Az Apple Inc. servlet container implementációját WebObjects névre keresztelték.